# 배치설계권
배치설계권(Integrated circuit layout design protection)은 집적 회로 설계도에 대한 지식 재산권이다. 대한민국에서는 10년간 보호한다.
마스크 기하학적 구조의 기능적 특성으로 인해 디자인은 저작권법에 따라 효과적으로 보호될 수 없다(장식 예술인 경우 제외). 마찬가지로 개별 리소그래피 마스크 작품은 명확하게 보호 대상이 아니기 때문에, 또한 작업에 구현된 모든 프로세스가 특허를 받을 수 있더라도 특허법에 따라 효과적으로 보호될 수 없다. 따라서 1990년대부터 국가 정부는 특정 레이아웃의 복제에 대해 시간 제한이 있는 독점권을 부여하는 저작권과 유사한 독점권을 부여해 왔다. 집적회로 권리의 조건은 일반적으로 사진에 적용되는 저작권보다 짧다.

## 같이 보기
- 무역 관련 지식재산권에 관한 협정
- 반도체 IP 코어